# Kanton Villenave-d’Ornon
Der Kanton Villenave-d’Ornon ist seit 1973 ein französischer Wahlkreis im Arrondissement Bordeaux, im Département Gironde und in der Region Nouvelle-Aquitaine.

## Gemeinden
Der Kanton besteht aus zwei Gemeinden und Gemeindeteilen mit insgesamt 66.448 Einwohnern (Stand: 1. Januar 2022) auf einer Gesamtfläche von 30,06 km²:
| Gemeinde                 | Einwohner 1. Januar 2022 | Fläche km² | Dichte Einw./km² | Code INSEE | Postleitzahl |
| ------------------------ | ------------------------ | ---------- | ---------------- | ---------- | ------------ |
| Bègles                   | 24.263                   | 8,80       | 2.757            | 33039      | 33130        |
| Villenave-d’Ornon        | 42.185                   | 21,26      | 1.984            | 33550      | 33400        |
| Kanton Villenave-d’Ornon | 66.448                   | 30,06      | 2.211            | 3333       | –            |

1. ↑   Nur der südöstliche Teil der Gemeinde, der Rest gehört zum Kanton Talence.

Bis zur landesweiten Neuordnung der französischen Kantone im März 2015 gehörte zum Kanton Villenave-d’Ornon nur die Gemeinde Villenave-d’Ornon. Sein Zuschnitt entsprach einer Fläche von 21,26 km2. Er besaß vor 2015 den INSEE-Code 3357.

## Bevölkerungsentwicklung
| Jahr      | 1962   | 1968   | 1975   | 1982   | 1990   | 1999   |
| Einwohner | 13.401 | 21.263 | 22.975 | 21.073 | 25.609 | 27.500 |